# Tribunal de Apelação para o Circuito Federal dos Estados Unidos
O Tribunal de Apelação para o Circuito Federal dos Estados Unidos (em inglês: United States Court of Appeals for the Federal Circuit / citada nos casos como Fed. Cir. ou C.A.F.C.) é um tribunal de apelações dos Estados Unidos com jurisdição especial de apelação sobre certos tipos de casos, sediado em Washington, D. C., foi criado em 1982. O tribunal foi criado pelo Congresso, que fundiu o Tribunal de Alfândega e Apelações de Patentes dos EUA e a divisão de apelação do Tribunal de Reclamações dos Estados Unidos, tornando os juízes dos tribunais anteriores em juízes de circuito. O Circuito Federal é particularmente conhecido por suas decisões sobre o direito de patentes, já que é o único tribunal de apelação com competência para conhecer os recursos de patentes.